# Simone Eberhard
Pour les articles homonymes, voir Eberhard.
Simone Eberhard, née le 28 juillet 1922 au Locle, est une écrivain et poète vaudoise.

## Biographie
Originaire de Lausanne et de Kloten, Simone Eberhard suit ses études dans sa ville natale avant de fréquenter l'école supérieure de commerce. 
Son œuvre littéraire est essentiellement poétique. En 1967, elle écrit Le coureur de solitude, en 1971 Effractions, et en 1981 De soleils en solitudes. Elle est également l'auteur d'une pièce radiophonique intitulée Le talisman (Radio suisse romande 1972).
Membre de l'Association vaudoise des écrivains, Simone Eberhard a reçu de nombreux prix, dont le Prix des poètes suisses de langue française en 1967, le Prix du Mai littéraire en 1971, le Prix de poésie des parfumeurs français en 1979 et le Prix de la pièce policière RTSR 1983.

## Sources
- « Simone Eberhard », sur la base de données des personnalités vaudoises sur la plateforme « Patrinum » de la Bibliothèque cantonale et universitaire de Lausanne.
- Anne-Lise Delacrétaz, Daniel Maggetti, Écrivaines et écrivains d'aujourd'hui, p. 98